# Zuzubalândia - O Musical
Zuzubalândia: O Musical é um espetáculo musical infantil inspirado no livro Jujubalândia, da autoria de Mariana Caltabiano (diretora e roteirista do show) que aborda de modo lúdico e sutil a importância do equilíbrio na alimentação e o perigo dos exageros. A produção é uma realização da Maestrobrazil & Mariana Caltabiano Criações. Teve sua primeira apresentação no dia 1º de setembro de 2013 no Teatro das Artes. O espetáculo foi orçado em 530 000 reais.

## Sinopse[4]
A protagonista da história é a Bruxa, uma ex-modelo que é obcecada por magreza. Um dia ela descobre que suas terras estão sendo invadidas por guloseimas do reino vizinho. Horrorizada com a proximidade da comida, ela decide raptar as Avós que são as cozinheiras de Zuzubalândia. A abelha Zuzu e sua turma, com a ajuda do Rei Apetite e das Avós Quitandinha, Melancia e Malagueta, buscam uma receita mágica capaz de derrotar a Bruxa.
Nessa aventura, Zuzu e seus amigos viajam por lugares incríveis que tem tobogãs de sorvete, nuvens de algodão doce, Campos de Maçã do Amor e um Milharal que vira pipoca. Eles aprendem que podem comer coisas gostosas, desde que não exagerem.

## Elenco[5]
- Zuzu e Garfídea - Talitha Pereira
- Suspiro - Gilson Ajala
- Brigadeiro - Gilberto Rodrigues
- Laricão - Gabriel Ebling
- Princesa e Avó - Nay Fernandes
- Maria Mole - Luiza Porto
- Avó Quitandinha - Isabela Montanaro
- Avó Malagueta - Jhafiny James Lima
- Bruxa - Mamá Trindade
- Sub do Rei/Fast e Príncipe - Rafael Aragão
- Fast e Príncipe - Renan Mattos
- Pipoca - Giselle Lima

## Ficha técnica[6]
- Mariana Caltabiano

Direção de Produção
- Julianne Daud

Direção Musical
- Maestro Fábio Gomes de Oliveira

Coreografia e Diretora Assistente
- Cecília Simões

Design dos personagens
- Mariana Calatabiano
- Alexandre Ferreira

Produção Musical
- Ruben Feffer

Trilha Original
- Ruben Feffer
- Marcus Rocha

Direção Vocal e Arranjos Vocais
- Maestro Marconi Araújo

Assistente do Maestro
- Fabio Hecker

Figurinos
- Eliana Liu

Bonecos
- Marcos Lima

Produção de Audio
- Ultrassom Music Ideas

Produção Musical Adicional
- Vicente Falek

Assistente de Produção Musical:
- Téo Oliver

Efeitos e Mixagem
- Marcelo Cyro
- Pedro Lima

Coordenação de Produção Musical
Erika Marques
Assistente de Coordenação Musical
- Juliana Calazans

Direção Executiva Ultrassom
- André Antunes
- Flavia Prats Feffer

Diretor Técnico
- Jorge Basto

Cenários
- Mariana Caltabiano Criações
- Jorge Basto

Light Design
- Darihel Sousa

Vídeos Cenários
- Mariana Caltabiano Criações
- Projeção Cultural

Direção de Arte
- Bruno Chekerdimian
- Cauê Zunchini

Operador de Som
- Dudu Missono

Sound Designer
- Fernando Fortes

Adereços
- Palhaçada Ateliê
- Karina Diglio
- Marquinhos Tadeu
- Nelson Diglio
- Vanis Leme

Confecção dos Figurinos
- Maria José de Castro

Confecção das Lycras
- Anna Cristina Caffaro Driscoll

Sound Designer Assistente
- Lucas Lorenzato

Microfonista
- Luiz Encarnação

Sonorização
- MC som e luz

Midias Sociais
- Erik Almeida

Design Gráfico
- Arthur Pardini

Cenotécnico
- Marcos Rosan

Assistente de Cenotécnico
- Alexandre Rodrigues

Makeup/design
- Eliseu Cabral

Perucas
- Adriana Almeida

Supervisão de Cenários
- Jorge Basto

Assistente de Produção
- Catarina Marçal

Produtor Espaço 7.8
- Alessandro Kosta

Assessoria de Imprensa
- Morente e Forte

Idealização
Julianne Daud, Fábio Oliveira e Mariana Caltabiano
Patrocínio: Vivo
Co-patrocínio:Cinpal
Apoio: Bauducco, Doural, Company, Riachuelo, Veja Comer e Beber, Caltabiano, America, 1900, Benfica turismo, Neptunia Seguros, Planetas, Capezio.
Realização: Maestro Produções Artísticas e Culturais & Mariana Caltabiano Criações.